# Scybalium fungiforme
Scybalium fungiforme — це вид паразитичних дводольних рослин, описаний Генріхом Вільгельмом Шоттом.
Scybalium походять від своєрідної родини паразитичних рослин під назвою Balanophoraceae і зростає в атлантичних лісах Бразилії. Представників цієї родини можна зустріти в тропічних регіонах по всьому світу, і всі вони є облігатними кореневими холопаразитами. На поверхні видно тільки їх дивні квіти. Решта рослини живе в судинній системі коренів господаря.
Квітки вкриті лусоподібними приквітками. Запилення відбувається нелітаючими ссавцями, такими як опосуми (Didelphis aurita). По мірі того, як опоссум живиться, його пухнаста маленька морда покривається пилком. Коли опоссум відвідує наступні квіти протягом ночі, відбувається запилення.